# Pletants
Pletants (in armeno Պլեթանց?) o Bulutan (in azero Bulutan) è una piccolissima comunità rurale del distretto di Xocavənd in Azerbaigian, facente parte fino al 2020 della regione di Hadrowt' nella repubblica di Artsakh, già repubblica del Nagorno Karabakh, situata in una zona montuosa e isolata a nord del capoluogo regionale.
Secondo il censimento del 2015 contava 28 abitanti.

## Storia
Durante il periodo sovietico, il villaggio faceva parte del distretto di Hadrut dell'Oblast' Autonoma del Nagorno Karabakh. Dopo la Prima guerra del Nagorno Karabakh, il villaggio è stato amministrato come parte della regione di Hadrut dalla Repubblica separatista di Artsakh. Il villaggio passò sotto il controllo dell'Azerbaigian il 14 ottobre 2020, durante la guerra del Nagorno Karabakh del 2020, come parte dell'accordo di cessate il fuoco.

## Monumenti e luoghi d'interesse
I siti del patrimonio storico presenti nel villaggio e nei suoi dintorni includono la Chiesa di Santo Stefano (armeno: Սուրբ Ստեփանոս եկեղեցի, Surb Stepanos Yekeghetsi, nota anche come chiesa di Blutan, Բլութան) costruita nel 1651, una khachkar del XVII secolo, un cimitero tra il XVII e il XIX secolo e un mulino ad acqua del XIX secolo.